# National Book Award for Nonfiction

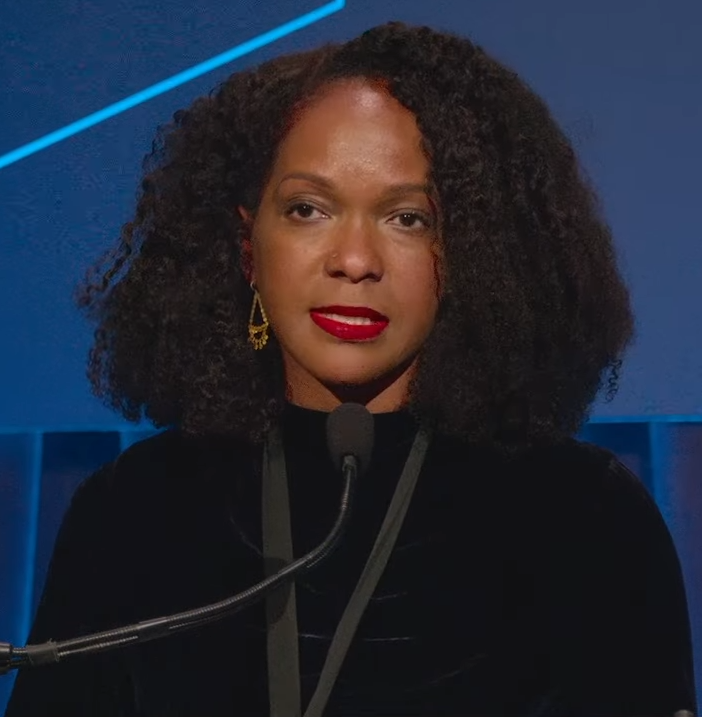
Preisträgerin 2022: Imani Perry (South to America)

Der National Book Award für Sachbücher (englisch National Book Award for Nonfiction) wird seit 1950 vergeben.
Mit zwei Siegen am häufigsten ausgezeichnet wurden Justin Kaplan (1967, 1981), George F. Kennan (1957, 1968), Peter Matthiessen (1979, 1980), David McCullough (1978, 1982), Arthur M. Schlesinger (1966, 1979) und Lewis Thomas (1975, 1981).
Zwischen 1964 und 1983 wurden Preise für Bücher nach Fachgebiet bzw. nach dem Format Hardcover und Paperback separat vergeben.

## Preisträger
| Jahr | Preisträger                                             | Titel | Deutscher Titel                                                  |
| ---- | ------------------------------------------------------- | --- | ---------------------------------------------------------------- |
| 1950 | Ralph L. Rusk                                           | Ralph Waldo Emerson                                                                                       |                                                                  |
| 1951 | Newton Arvin                                            | Herman Melville                                                                                           |                                                                  |
| 1952 | Rachel Carson                                           | The Sea Around Us                                                                                         | Geheimnisse des Meeres                                           |
| 1953 | Bernard A. DeVoto                                       | The Course of Empire                                                                                      |                                                                  |
| 1954 | Bruce Catton                                            | A Stillness at Appomattox                                                                                 |                                                                  |
| 1955 | Joseph Wood Krutch                                      | The Measure of Man                                                                                        |                                                                  |
| 1956 | Herbert Kubly                                           | An American in Italy                                                                                      |                                                                  |
| 1957 | George F. Kennan                                        | Russia Leaves the War                                                                                     |                                                                  |
| 1958 | Catherine Drinker Bowen                                 | The Lion and the Throne                                                                                   |                                                                  |
| 1959 | J. Christopher Herold                                   | Mistress to an Age: A Life of Madame De Stael                                                             | Madame de Stae͏̈l                                                  |
| 1960 | Richard Ellmann                                         | James Joyce                                                                                               | James Joyce                                                      |
| 1961 | William L. Shirer                                       | The Rise and Fall of the Third Reich                                                                      | Aufstieg und Fall des Dritten Reiches                            |
| 1962 | Lewis Mumford                                           | The City in History: Its Origins, its Transformations and its Prospects                                   | Die Stadt                                                        |
| 1963 | Leon Edel                                               | Henry James, Vol. II: The Conquest of London                                                              |                                                                  |
| 1963 | Leon Edel                                               | Henry James, Vol. III: The Middle Years                                                                   |                                                                  |
| 1964 | Aileen Ward (Arts and Letters)                          | John Keats: The Making of a Poet                                                                          |                                                                  |
| 1964 | William H. McNeill (History and Biography)              | The Rise of the West: A History of the Human Community                                                    |                                                                  |
| 1964 | Christopher Tunnard (Science, Philosophy and Religion)  | Man-made America                                                                                          |                                                                  |
| 1964 | Boris Pushkarev (Science, Philosophy and Religion)      | Man-made America                                                                                          |                                                                  |
| 1965 | Eleanor Clark (Arts and Letters)                        | The Oysters of Locmariaquer                                                                               |                                                                  |
| 1965 | Louis Fischer (History and Biography)                   | The Life of Lenin                                                                                         | Das Leben Lenins                                                 |
| 1965 | Norbert Wiener (Science, Philosophy and Religion)       | God and Golem, Inc: A Comment on Certain Points where Cybernetics Impinges on Religion                    | Gott & Golem, Inc.                                               |
| 1966 | Janet Flanner (Arts and Letters)                        | Paris Journal, 1944–1965                                                                                  | Pariser Tagebuch: 1945–1965                                      |
| 1966 | Arthur M. Schlesinger, Jr (History and Biography)       | A Thousand Days                                                                                           | Die tausend Tage Kennedys                                        |
| 1967 | Justin Kaplan (Arts and Letters)                        | Mr. Clemens and Mark Twain: A Biography                                                                   |                                                                  |
| 1967 | Peter Gay (History and Biography)                       | The Enlightenment, Vol. I: The Rise of Modern Paganism                                                    |                                                                  |
| 1967 | Oscar Lewis (Science, Philosophy and Religion)          | La Vida                                                                                                   | La vida                                                          |
| 1968 | William Troy (Arts and Letters)                         | Selected Essays                                                                                           |                                                                  |
| 1968 | George F. Kennan (History and Biography)                | Memoirs: 1925–1950                                                                                        | Memoiren eines Diplomaten                                        |
| 1968 | Jonathan Kozol (Science, Philosophy and Religion)       | Death at an Early Age                                                                                     |                                                                  |
| 1969 | Norman Mailer (Arts and Letters)                        | The Armies of the Night: History as a Novel, The Novel as History                                         | Heere aus der Nacht                                              |
| 1969 | Winthrop D. Jordan (History and Biography)              | White over Black: American Attitudes Toward the Negro, 1550–1812                                          |                                                                  |
| 1969 | Robert J. Lifton (The Sciences)                         | Death in Life: Survivors of Hiroshima                                                                     |                                                                  |
| 1970 | Lillian Hellman (Arts and Letters)                      | An Unfinished Woman: A Memoir                                                                             | Eine unfertige Frau                                              |
| 1970 | T. Harry Williams (History and Biography)               | Huey Long                                                                                                 |                                                                  |
| 1970 | Erik H. Erikson (Philosophy and Religion)               | Gandhi’s Truth: On the Origins of Militant Nonviolence                                                    | Gandhis Wahrheit                                                 |
| 1971 | Francis Steegmuller (Arts and Letters)                  | Cocteau: A Biography                                                                                      |                                                                  |
| 1971 | James MacGregor Burns (History and Biography)           | Roosevelt: The Soldier of Freedom                                                                         |                                                                  |
| 1971 | Raymond Phineas Stearns (The Sciences)                  | Science in the British Colonies of America                                                                |                                                                  |
| 1972 | Charles Rosen (Arts and Letters)                        | The Classical Style: Haydn, Mozart, Beethoven                                                             | Der klassische Stil                                              |
| 1972 | Joseph P. Lash (Biography)                              | Eleanor and Franklin: The Story of Their Relationship, Based on Eleanor Roosevelt’s Private Papers        |                                                                  |
| 1972 | Stewart Brand (Contemporary Affairs)                    | The Last Whole Earth Catalogue                                                                            |                                                                  |
| 1972 | Allan Nevins (History)                                  | Ordeal of the Union, Vols. VII & VIII: The Organized War, 1863–1864 and The Organized War to Victory      |                                                                  |
| 1972 | Martin E. Marty (Philosophy and Religion)               | Righteous Empire: The Protestant Experience in America                                                    |                                                                  |
| 1972 | George L. Small (The Sciences)                          | The Blue Whale                                                                                            |                                                                  |
| 1973 | Arthur M. Wilson (Arts and Letters)                     | Diderot                                                                                                   |                                                                  |
| 1973 | James Thomas Flexner (Biography)                        | George Washington, Vol. IV: Anguish and Farewell, 1793–1799                                               |                                                                  |
| 1973 | Frances FitzGerald (Contemporary Affairs)               | Fire in the Lake: The Vietnamese and the Americans in Vietnam                                             |                                                                  |
| 1973 | Robert Manson Myers (History)                           | The Children of Pride                                                                                     |                                                                  |
| 1973 | Isaiah Trunk (History)                                  | Judenrat                                                                                                  |                                                                  |
| 1973 | Sydney E. Ahlstrom (Philosophy and Religion)            | A Religious History of the American People                                                                |                                                                  |
| 1973 | George B. Schaller (The Sciences)                       | The Serengeti Lion: A Study of Predator-Prey Relations                                                    |                                                                  |
| 1974 | Pauline Kael (Arts and Letters)                         | Deeper into the Movies                                                                                    |                                                                  |
| 1974 | John Leonard Clive (Biography/History)                  | Macaulay: The Shaping of the Historian                                                                    |                                                                  |
| 1974 | Douglas Day (Biography)                                 | Malcolm Lowry: A Biography                                                                                |                                                                  |
| 1974 | Murray Kempton (Contemporary Affairs)                   | The Briar Patch                                                                                           |                                                                  |
| 1974 | Maurice Natanson (Philosophy and Religion)              | Edmund Husserl: Philosopher of Infinite Tasks                                                             |                                                                  |
| 1974 | S. E. Luria (The Sciences)                              | The Serengeti Lion: A Study of Predator-Prey Relations                                                    | Leben, das unvollendete Experiment                               |
| 1975 | Roger Shattuck (Arts and Letters)                       | Marcel Proust                                                                                             | Marcel Proust                                                    |
| 1975 | Lewis Thomas (Arts and Letters/The Sciences)            | The Lives of a Cell: Notes of a Biology Watcher                                                           | Das Leben überlebt                                               |
| 1975 | Theodore Rosengarten (Contemporary Affairs)             | All God’s Dangers: The Life of Nate Shaw                                                                  |                                                                  |
| 1975 | Bernard Bailyn (History)                                | The Ordeal of Thomas Hutchinson                                                                           |                                                                  |
| 1975 | Robert Nozick (Philosophy and Religion)                 | Anarchy, State and Utopia                                                                                 | Anarchie, Staat, Utopia                                          |
| 1975 | Silvano Arieti (The Sciences)                           | Interpretation of Schizophrenia                                                                           |                                                                  |
| 1976 | Paul Fussell (Arts and Letters)                         | The Great War and Modern Memory                                                                           |                                                                  |
| 1976 | Michael J. Arlen (Contemporary Affairs)                 | Passage to Ararat                                                                                         |                                                                  |
| 1976 | David Brion Davis (History and Biography)               | The Problem of Slavery in the Age of Revolution, 1770–1823                                                |                                                                  |
| 1977 | W. A. Swanberg (Biography and Autobiography)            | The Last Idealist                                                                                         |                                                                  |
| 1977 | Bruno Bettelheim (Contemporary Thought)                 | The Uses of Enchantment: The Meaning and Importance of Fairy Tales                                        | Kinder brauchen Märchen                                          |
| 1977 | Irving Howe (History)                                   | World of Our Fathers                                                                                      |                                                                  |
| 1978 | W. Jackson Bate (Biography and Autobiography)           | Samuel Johnson                                                                                            |                                                                  |
| 1978 | Gloria Emerson (Contemporary Thought)                   | Winners & Losers                                                                                          |                                                                  |
| 1978 | David McCullough (History)                              | The Path Between the Seas: The Creation of the Panama Canal 1870–1914                                     | Sie teilten die Erde                                             |
| 1979 | Arthur M. Schlesinger, Jr (Biography and Autobiography) | Robert Kennedy and His Times                                                                              |                                                                  |
| 1979 | Peter Matthiessen (Contemporary Thought)                | The Snow Leopard                                                                                          | Auf der Spur des Schneeleoparden                                 |
| 1979 | Richard Beale Davis (History)                           | Intellectual Life in the Colonial South, 1585–1763                                                        |                                                                  |
| 1980 | Lauren Bacall (Autobiography, Hardcover)                | Lauren Bacall by Myself                                                                                   | Mein Leben                                                       |
| 1980 | Malcolm Cowley (Autobiography, Paperback)               | And I Worked at the Writer’s Trade: Chapters of Literary History 1918–1978                                |                                                                  |
| 1980 | Edmund Morris (Biography, Hardcover)                    | The Rise of Theodore Roosevelt                                                                            |                                                                  |
| 1980 | A. Scott Berg (Biography, Paperback)                    | Max Perkins: Editor of Genius                                                                             |                                                                  |
| 1980 | Julia Child (Current Interest, Hardcover)               | Julia Child and More Company                                                                              |                                                                  |
| 1980 | Christopher Lasch (Current Interest, Paperback)         | The Culture of Narcissism                                                                                 | Das Zeitalter des Narzissmus                                     |
| 1980 | Tom Wolfe (General Nonfiction, Hardcover)               | The Right Stuff                                                                                           | Die Helden der Nation                                            |
| 1980 | Peter Matthiessen (General Nonfiction, Paperback)       | The Snow Leopard                                                                                          | Auf der Spur des Schneeleoparden                                 |
| 1980 | Elder Witt (General Reference Books, Hardcover)         | The Complete Directory                                                                                    |                                                                  |
| 1980 | Tim Brooks (General Reference Books, Paperback)         | The Complete Directory of Prime Time Network TV Shows: 1946-Present                                       |                                                                  |
| 1980 | Earle Marsh (General Reference Books, Paperback)        | The Complete Directory of Prime Time Network TV Shows: 1946-Present                                       |                                                                  |
| 1980 | Henry A. Kissinger (History, Hardcover)                 | The White House Years                                                                                     | Memoiren                                                         |
| 1980 | Barbara W. Tuchman (History, Paperback)                 | A Distant Mirror: The Calamitous 14th Century                                                             | Der ferne Spiegel                                                |
| 1980 | Elaine Pagels (Religion/Inspiration, Hardcover)         | The Gnostic Gospels                                                                                       | Versuchung durch Erkenntnis                                      |
| 1980 | Sheldon Vanauken (Religion/Inspiration, Paperback)      | A Severe Mercy                                                                                            | Eine harte Gnade / Und wenn es doch wahr wäre?                   |
| 1980 | Douglas R. Hofstadter (Science, Hardcover)              | Godel, Escher, Bach: An Eternal Golden Braid                                                              | Gödel, Escher, Bach – ein Endloses Geflochtenes Band             |
| 1980 | Gary Zukav (Science, Paperback)                         | The Dancing Wu Li Masters: An Overview of the New Physics                                                 | Die tanzenden Wu-li-Meister                                      |
| 1981 | Justin Kaplan (Autobiography/Biography, Hardcover)      | Walt Whitman                                                                                              |                                                                  |
| 1981 | Deirdre Bair (Autobiography/Biography, Paperback)       | Samuel Beckett                                                                                            |                                                                  |
| 1981 | Maxine Hong Kingston (General Nonfiction, Hardcover)    | China Men                                                                                                 | Die Söhne des Himmels                                            |
| 1981 | Jane Kramer (General Nonfiction, Paperback)             | The Last Cowboy                                                                                           |                                                                  |
| 1981 | John Boswell (History, Hardcover)                       | Christianity, Social Tolerance and Homosexuality                                                          |                                                                  |
| 1981 | Leon F. Litwak (History, Paperback)                     | Been in the Storm so Long: The Aftermath of Slavery                                                       |                                                                  |
| 1981 | Stephen Jay Gould (Science, Hardcover)                  | The Panda’s Thumb: More Reflections on Natural History                                                    | Der Daumen des Panda                                             |
| 1981 | Lewis Thomas (Science, Paperback)                       | The Medusa and the Snail                                                                                  | Die Meduse und die Schnecke                                      |
| 1982 | David McCullough (Autobiography/Biography, Hardcover)   | Mornings on Horseback                                                                                     |                                                                  |
| 1982 | Ronald Steel (Autobiography/Biography, Paperback)       | Walter Lippmann and the American Century                                                                  |                                                                  |
| 1982 | Tracy Kidder (General Nonfiction, Hardcover)            | The Soul of a New Machine                                                                                 | Die Seele einer neuen Maschine                                   |
| 1982 | Victor S. Navasky (General Nonfiction, Paperback)       | Naming Names                                                                                              |                                                                  |
| 1982 | Father Peter John Powell (History, Hardcover)           | People of the Sacred Mountain: A History of the Northern Cheyenne Chiefs and Warrior Societies, 1830–1879 |                                                                  |
| 1982 | Robert Wohl (History, Paperback)                        | The Generation of 1914                                                                                    |                                                                  |
| 1982 | Donald C. Johanson (Science, Hardcover)                 | The Beginnings of Humankind                                                                               |                                                                  |
| 1982 | Maitland A. Edey (Science, Hardcover)                   | The Beginnings of Humankind                                                                               |                                                                  |
| 1982 | Fred Alan Wolf (Science, Paperback)                     | Taking the Quantum Leap: The New Physics for Nonscientists                                                | Der Quantensprung ist keine Hexerei                              |
| 1983 | Judith Thurman (Autobiography/Biography, Hardcover)     | Isak Dinesen: The Life of a Storyteller                                                                   | Tania Blixen. Ihr Leben und Werk                                 |
| 1983 | James R. Mellow (Autobiography/Biography, Paperback)    | Nathaniel Hawthorne in His Times                                                                          |                                                                  |
| 1983 | Fox Butterfield (General Nonfiction, Hardcover)         | China: Alive in the Bitter Sea                                                                            |                                                                  |
| 1983 | James Fallows (General Nonfiction, Paperback)           | National Defense                                                                                          |                                                                  |
| 1983 | Alan Brinkley (History, Hardcover)                      | Voices of Protest: Huey Long, Father Coughlin and the Great Depression                                    |                                                                  |
| 1983 | Frank E. Manuel (History, Paperback)                    | Utopian Thought in the Western World                                                                      |                                                                  |
| 1983 | Fritzie P. Manuel (History, Paperback)                  | Utopian Thought in the Western World                                                                      |                                                                  |
| 1983 | Lisa Goldstein (Original Paperback)                     | The Red Magician                                                                                          | Der Rabbi und der Magier                                         |
| 1983 | Abraham Pais (Science, Hardcover)                       | “Subtle is the Lord…”: The Science and Life of Albert Einstein                                            | „Raffiniert ist der Herrgott …“                                  |
| 1983 | Philip J. Davis (Science, Paperback)                    | The Mathematical Experience                                                                               | Erfahrung Mathematik                                             |
| 1983 | Reuben Hersh (Science, Paperback)                       | The Mathematical Experience                                                                               | Erfahrung Mathematik                                             |
| 1984 | Robert V. Remini                                        | Andrew Jackson & the Course of American Democracy, 1833–1845                                              |                                                                  |
| 1985 | J. Anthony Lukas                                        | Common Ground: A Turbulent Decade in the Lives of Three American Families                                 |                                                                  |
| 1986 | Barry Lopez                                             | Arctic Dreams                                                                                             | Arktische Träume                                                 |
| 1987 | Richard Rhode                                           | The Making of the Atom Bomb                                                                               |                                                                  |
| 1988 | Neil Sheehan                                            | A Bright Shining Lie: John Paul Vann and America in Vietnam                                               | Die große Lüge: John Paul Vann und Amerika in Vietnam            |
| 1989 | Thomas L. Friedman                                      | From Beirut to Jerusalem                                                                                  | Von Beirut nach Jerusalem                                        |
| 1990 | Ron Chernow                                             | The House of Morgan: An American Banking Dynasty and the Rise of Modern Finance                           |                                                                  |
| 1991 | Orlando Patterson                                       | Freedom                                                                                                   |                                                                  |
| 1992 | Paul Monette                                            | Becoming a Man: Half a Life Story                                                                         | Coming Out                                                       |
| 1993 | Gore Vidal                                              | United States: Essays 1952–1992                                                                           |                                                                  |
| 1994 | Sherwin B. Nuland                                       | How We Die: Reflections on Life’s Final Chapter                                                           | Wie wir sterben                                                  |
| 1995 | Tina Rosenberg                                          | The Haunted Land: Facing Europe’s Ghosts After Communism                                                  | Die Rache der Geschichte                                         |
| 1996 | James Carroll                                           | An American Requiem: God, My Father, and the War that Came Between Us                                     |                                                                  |
| 1997 | Joseph J. Ellis                                         | American Sphinx: The Character of Thomas Jefferson                                                        |                                                                  |
| 1998 | Edward Ball                                             | Slaves in the Family                                                                                      | Die Plantagen am Cooper River                                    |
| 1999 | John W. Dower                                           | Embracing Defeat: Japan in the Wake of World War II                                                       |                                                                  |
| 2000 | Nathaniel Philbrick                                     | In the Heart of the Sea: The Tragedy of the Whaleship Essex                                               | Im Herzen der See                                                |
| 2001 | Andrew Solomon                                          | The Noonday Demon: An Atlas of Depression                                                                 | Saturns Schatten                                                 |
| 2002 | Robert A. Caro                                          | Master of the Senate: The Years of Lyndon Johnson                                                         |                                                                  |
| 2003 | Carlos Eire                                             | Waiting for Snow in Havana: Confessions of a Cuban Boy                                                    |                                                                  |
| 2004 | Kevin Boyle                                             | Arc of Justice: A Saga of Race, Civil Rights, and Murder in the Jazz Age                                  |                                                                  |
| 2005 | Joan Didion                                             | The Year of Magical Thinking                                                                              | Das Jahr magischen Denkens                                       |
| 2006 | Timothy Egan                                            | The Worst Hard Time: The Untold Story of Those Who Survived the Great American Dust Bowl                  |                                                                  |
| 2007 | Tim Weiner                                              | Legacy of Ashes: The History of the CIA                                                                   | CIA: Die ganze Geschichte                                        |
| 2008 | Annette Gordon-Reed                                     | The Hemingses of Monticello: An American Family                                                           |                                                                  |
| 2009 | T. J. Stiles                                            | The First Tycoon: The Epic Life of Cornelius Vanderbilt                                                   |                                                                  |
| 2010 | Patti Smith                                             | Just Kids                                                                                                 | Just Kids                                                        |
| 2011 | Stephen Greenblatt                                      | The Swerve: How the World Became Modern                                                                   | Die Wende                                                        |
| 2012 | Katherine Boo                                           | Behind the Beautiful Forevers: Life, Death, and Hope in a Mumbai Undercity                                | Annawadi oder Der Traum von einem anderen Leben / Slum           |
| 2013 | George Packer                                           | The Unwinding: An Inner History of the New America                                                        | Die Abwicklung                                                   |
| 2014 | Evan Osnos                                              | Age of Ambition: Chasing Fortune, Truth, and Faith in the New China                                       | Große Ambitionen                                                 |
| 2015 | Ta-Nehisi Coates                                        | Between the World and Me                                                                                  | Zwischen mir und der Welt                                        |
| 2016 | Ibram X. Kendi                                          | Stamped from the Beginning: The Definitive History of Racist Ideas in America                             | Gebrandmarkt                                                     |
| 2017 | Masha Gessen                                            | The Future is History: How Totalitarianism Reclaimed Russia                                               | Die Zukunft ist Geschichte                                       |
| 2018 | Jeffrey C. Stewart                                      | The New Negro: The Life of Alain Locke                                                                    |                                                                  |
| 2019 | Sarah M. Broom                                          | The Yellow House                                                                                          | Das gelbe Haus: Leben und Überleben einer Familie in New Orleans |
| 2020 | Les Payne, Tamara Payne                                 | The Dead Are Arising: The Life of Malcolm X                                                               |                                                                  |
| 2021 | Tiya Miles                                              | All That She Carried: The Journey of Ashley’s Sack, a Black Family Keepsake                               |                                                                  |
| 2022 | Imani Perry                                             | South to America: A Journey Below the Mason-Dixon To Understand the Soul of a Nation                      |                                                                  |
| 2023 | Ned Blackhawk                                           | The Rediscovery of America: Native Peoples and the Unmaking of U.S. History                               |                                                                  |